# Герб Рокитного (Київська область)
Герб Роки́тного — офіційний символ смт Рокитне, райцентру Київської області. Затверджений у 1990 р. сільською радою.
Автор — Борис Шулевський.

## Опис
Щит перетятий срібним хвилястим поясом на лазурову і червону частини.
Під поясом покладені навхрест золоті спис з червоним вимпелом і колосся.
У першій частині — срібний кубик цукру. В другий — зелена гілка верби (рокити).
У вільній частині квітуча гілка каштана природного кольору в червоному полі.
У главі золотого картуша — чорна назва міста українською мовою, у його базі — серп і молот.
Шматочок цукру — символ цукрової промисловості, що є провідною в селі.
Гілка рокити — символ назви села.